# 제니스 망원경
제니스 망원경(Zenith telescope)은 망원경의 한 종류로서 제니스를 똑바로 향하거나 가까이 향하도록 설계되어 있는 망원경이다. 그것들은 별의 위치를 정밀하게 측정하거나 망원경의 구성을 단순화하는데 사용된다.

## 설명
고전적인 제니스 망원경인 제니스 섹터는 수평 나사가 장착된 강력한 알타지무트 마운트를 사용한다. 극도로 민감한 레벨이 부착되어 있으며 망원경에는 마이크로미터가 장착된 접안렌즈가 있다. 이들은 제니스 거리의 작은 차이를 측정하는 데 사용되며 천문학적의 위도를 측정하는데 주로 사용된다. 다른 종류의 제니스 망원경은 제니스 망원경으로 사용하기 위한 중심 축을 포함하는 런던 대화재 기념비를 포함한다. 1980년대 초까지 고정밀(고정된 건물) 제니스 망원경은 지구의 북극 위치를 추적하는 데 사용되었다. 지구의 회전축 위치(극점 운동)가 바로 그 예시다. 그 이후로 전파천문학적 퀘이사 측정(VLBI)은 지구의 회전축을 광학 추적보다 몇 배 더 정확하게 측정했다. 구경 3m의 NASA 궤도 잔해 관측소와 구경 6m의 대형 제니스 망원경은 액체 거울의 사용이 똑바로 가리키는 것을 제한하기 때문에 이런 한계에서 좀 더 자유롭기 위해 대형 제니스 망원경으로 제작되었다.

## 같이 보기
- 망원경
- 천문학